# Biblioteca de Al-Zahiriyah
La Biblioteca de Al-Zahiriyah (en árabe: المكتبة الظاهرية) se localiza en Damasco, Siria y se remonta al año 1277, tomando su nombre de su fundador el Sultán Baibars (1223-1277). La construcción de esta biblioteca fue idea de su padre, pero murió antes de que pudiera lograrlo. Inicialmente Az-Zahiriah era una escuela pública a cargo de la enseñanza de las ciencias coránicas. Las decoraciones, esculturas, y la escritura en las paredes del edificio, además de la puerta que lleva diseños geométricos y patrones, hacen de la biblioteca uno de los edificios más importantes de Damasco. Se encuentra en Bab el Bared, en el barrio de Al-Amara.